# Phisidia aurea
Phisidia aurea är en ringmaskart som beskrevs av Southward 1956. Phisidia aurea ingår i släktet Phisidia och familjen Terebellidae. Enligt den svenska rödlistan är arten otillräckligt studerad i Sverige. Arten förekommer i Götaland. Artens livsmiljö är havet. Inga underarter finns listade i Catalogue of Life.